# Cmentarz Kolovratski
Cmentarz Kolovratski (cz. Kolovratský hřbitov) – cmentarz położony w stolicy Czech w dzielnicy Praga 10 (Kolovraty).

## Historia
Cmentarz został założony po wprowadzeniu zakazu nowych pochówków na starym cmentarzu przy kościele św. Andrzeja, który znajdował się na środku wsi. Nowy cmentarz został założony w 1926 i przeznaczony dla pochówków mieszkańców wsi Kolovraty i Nedvězí u Říčan, budowniczym był Jan Špaček z Votic, przy wejściu zbudowano kostnicę z dzwonnicą. W 2005 teren cmentarza został powiększony o część południową.